# Арбатский театр
Новый императорский театр в Москве, в просторечии Арба́тский театр — деревянное театральное здание на каменном фундаменте, построенное по проекту Карла Росси в 1807—1808 годах в Москве у Арбатских ворот, в конце Пречистенского бульвара (ныне Арбатская площадь) и сгоревшее в пожаре 1812 года.
Распоряжение о строительстве в Москве нового театра было сделано Александром I в 1807 году, через два года после гибели в огне знаменитого театра Медокса. Проект здания составил зодчий Карл Росси. Театр был весь окружён колоннами, он был сделан «наподобие греческого храма, кругом его были колонны, посреди них галерея, по которой можно было обойти вокруг всего театра».
Площадь, на которой располагался театр, была заново нивелирована и выложена брусчаткой, так как в дождливую погоду из-за грязи передвижение по ней было весьма затруднительно; со всех сторон к театру были выложены подъезды. Интерьер театра был довольно красив. Помещение для зрителей «было огромное, на случай пожара для публики было много дверей для выхода»; сцена была «довольно большая, с хорошо устроенными машинами». За сценическое устройство и технику отвечал механик-машинист Ворнье.
Театр открылся 13 апреля 1808 года пьесой Сергея Глинки «Баян, древний песнопевец славян».
Управляющим театра был А. А. Майков, члены дирекции: по хозяйственной части — А. И. Сухопрудский, по репертуарной — А. В. Арсеньев, секретарь — Н. И. Кондратьев. При составлении недельного репертуара Майков приглашал к себе на совет балетмейстера. драматического режиссёра, капельмейстера и машиниста — и иногда возникали довольно жаркие споры.
В Арбатском театре давали представления две драматические труппы: русская (состоявшая из актёров сгоревшего Петровского театра) и французская. Ставились также балетные спектакли. В 1811 году на сцене Арбатского театра проходило соперничество двух трагических актрис: француженки Жорж и россиянки Е. С. Семёновой, обе приехали в Москву на гастроли и играли в одном репертуаре роли Аменаиды и Меропы («Танкред» и «Меропа» Вольтера), Гермионы («Андромаха» Расина).
Во время пожара 1812 года деревянный театр сгорел в числе первых крупных зданий и больше не восстанавливался. Артисты Арбатского театра, по требованию губернатора Ростопчина дававшие спектакли до самого вступления в Москву французов, бежали из оккупированного города в числе последних его жителей, многие пешком и без всякого скарба, после чего, по свидетельству Глушковского, «блуждали с места на место как цыгане и нигде не могли найти себе приюта», пока не добрались до Плёса на Волге.

## В литературе
Установленный по соседству памятник Гоголю работы Николая Андреева писатель Сигизмунд Кржижановский уподобил последнему зрителю Арбатского театра:

Лет сто тому назад в центре кривоуглого многоугольника Арбатской площади стоял большой деревянный театр. Под его круглый, повисший над белыми колоннадами купол ежевечерне собирались толпы московских театралов, чтобы поспорить о том, чья игра приятнее: м-ль Жорж или девицы Семёновой. Театр давно уже сгорел, спорщиков давно на рессорных катафалках развезли по могильным ямам, там, где был помост, легли плоские камни мостовой, и по ним, будто доигрывая какую-то длинную и скучную массовую постановку, всё бегут и бегут люди, — и только один странно замешкавшийся зритель все ещё медлит покинуть своё бронзовое кресло в амфитеатре.— С. Д. Кржижановский.